# JR貨物20B形コンテナ
JR貨物20B形コンテナ（JRかもつ20Bがたコンテナ）は、日本貨物鉄道（JR貨物）が225個を配備した12ft鉄道コンテナである。

## 構造

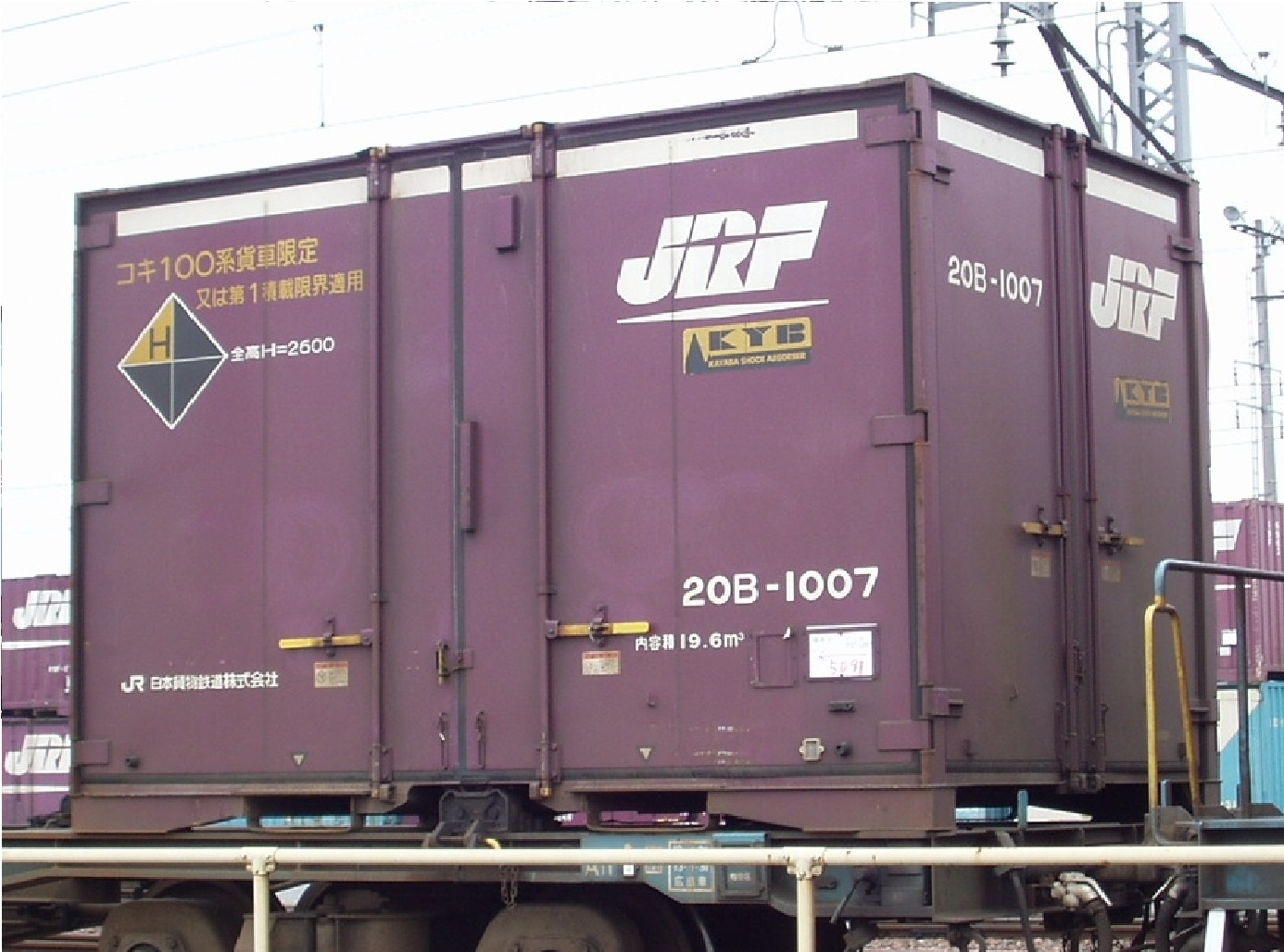
1000番台 20B-1007

両側扉・片妻面三方の開きで、外法寸法は高さ2,600mm、幅2,450mm、長さ3,715mmと従来のコンテナよりも全高が高くなっている。内容積は19.7m3、最大積載量は5t。製造は、東急車輛製造が行った。
外観塗装はフロンティアレッド一色で、コンテナ上部に白の帯がありJRFのロゴが配されている。また規格外コンテナであるため、それを示すマークと『コキ100系貨車限定』の注意書きがコンテナ側面に記されている。しかし車両限界に余裕のある線区では、まれにコキ50000形に積載されることもあった。
船舶用隅金具の無い1000番台もあり、こちらは側面注意書きが『コキ100系貨車限定 又は第1積載限界適用』と変更されている。
0番台が150個、1000番台が75個製造された。

## 現状
- 1999年（平成11年）2月に運用が開始された。
- 2007年（平成19年）以降はエコレールマークのシールを順次貼り付けた。[
- 2013年（平成25年）度以降、20D形や20E形、20G形への置き換えにより、用途廃止・廃棄が進んでいる。
- 2024年（令和6年）1月5日現在、21個が使用されている。
- 2025年（令和7年）までに引退予定[1]。

なお、今後JR貨物では、本形式と同じように三方の開きのコンテナの製造を検討している。